# ميكاكو إيشيكاوا
ميكاكو إيشيكاوا (باليابانية: 市川実日子) هي عارضة أزياء وعارضة وممثلة يابانية، ولدت في 13 يونيو 1978 بأوتا في اليابان.

## الأعمال

### أفلام
| السنة | العنوان             | الدور           |
| ----- | ------------------- | --------------- |
| 2007  | نظارات              | المعلمة هارونا  |
| 2016  | عودة غودزيلا        | هيرومي أوغاشيرا |
| 2017  | جريمة القتل الثالثة | شينوهارا        |

## وصلات خارجية
- ميكاكو إيشيكاوا على موقع IMDb (الإنجليزية)
- ميكاكو إيشيكاوا على موقع أول موفي (الإنجليزية)
- ميكاكو إيشيكاوا على موقع قاعدة بيانات الفيلم (الإنجليزية)